# American Friends Service Committee
American Friends Services Committee es una organización afiliada a la Sociedad Religiosa de Amigos (Cuaquerismo) para proveer ayuda humanitaria y trabajar por la justicia social, la paz y la reconciliación, los derechos humanos, y por la abolición de la pena de muerte. El grupo fue fundado en 1917 por el esfuerzo por los miembros estadounidenses del Religious Society of Friends y de la asistencia a víctimas civiles de la guerra.
Debido a que los cuáqueros se oponen tradicionalmente a la violencia en todas las formas se niegan a participar en el ejército, la misión original de la AFSC era proporcionar la objeción de conciencia (COs) para la guerra con el objetivo de la construcción de alternativas para el servicio militar. En 1947 AFSC recibió el Premio Nobel de la Paz junto al British Friends Service Council, actualmente conocido como Quaker Peace and Social Witness, en nombre de todos los cuáqueros del mundo.
- Datos: Q464677
- Multimedia: American Friends Service Committee / Q464677